# Arnold Bennett
Enoch Arnold Bennett (n. 27 mai 1867 – d. 27 martie 1931) a fost scriitor englez.
În romanele sale evocă viața monotonă a micii burghezii provinciale.

## Opera
- 1898: Jurnalism pentru femei ("Journalism For Women");
- 1901: Anna celor cinci orașe ("Anna of the Five Towns");
- 1903: Leonora ("Leonora");
- 1904: Un mare om ("A Great Man");
- 1907: Fantoma - O fantezie modernă ("The Ghost--a Modern Fantasy");
- 1908: Povestea bătrânelor ("The Old Wives' Tale");
- 1909: Gustul literar: Cum să-l formezi ("Literary Taste: How to Form It")
- 1910: Clayhanger ("The Clayhanger");
- 1911: Hilda Lessways ("Hilda Lessways");
- 1903: Cum să devii autor ("The Truth About an Author");
- 1925: Mașina umană ("The Human Machine");
- 1930: Palatul imperial ("Imperial Palace ").